# Christine Hoffler
Sara Maria Christine Hoffler, född 14 mars 1840 i Östraby, Malmöhus län, död 8 december 1923 i Stockholm, var en svensk konstnär.
Hon var dotter till kaptenen Gustaf Adolf Harald Hoffler och Elise Susanna Bunth. Hoffler studerade vid Konstakademien i Stockholm 1866–1872 och därefter några år i Paris. Hon medverkade i Konstakademiens utställning 1875 och med Sveriges allmänna konstförening 1885–1886 samt i Göteborgsutställningen 1891. Hennes konst består av genrebilder, figurer, interiörer, landskap och porträtt. Hoffler är representerad vid Malmö museum, Trelleborgs museum och Lunds universitets konstmuseum. Hon är begravd på Östra kyrkogården i Lund.